# 井植敏雅
井植 敏雅（いうえ としまさ、1962年12月3日 - ）は、日本の経営者。三洋電機社長を務めた。

## 経歴
兵庫県出身。甲南小学校、甲南中学校・高等学校を経て、1985年に甲南大学経営学部を卒業。1988年にアメリカのボストン大学院を修了し、1989年に三洋電機に入社。
1996年6月に取締役に就任し、1998年6月に常務、2002年6月に副社長を経て、2005年6月には社長に就任。2007年6月には特別顧問に就任。2010年2月から2017年6月までにLIXILグループ副社長を務めた。